# Niels Brodersen
Niels Brodersen (* 1895; † 1971) war ein deutscher Grafiker und Redakteur.

## Leben
Brodersen arbeitete in den 1920er Jahren als Redakteur der sozialdemokratischen Schleswig-Holsteinischen Volkszeitung. Anfang der 1930er Jahre war er Grafiker bei der sozialdemokratischen Wochenzeitschrift Blick in die Zeit.
Im Sommer 1927 war er Mitinitiator der Kinderrepublik auf dem städtischen Gelände Gut Seekamp am Westufer der Kieler Förde, einem Zeltlager mit über 2.000 Kindern aus Deutschland, Dänemark, Österreich und der Tschechoslowakei nach einer Idee der Kinderfreundebewegung. Für die Lagerzeitung der Kinderrepublik erfand Brodersen die Comicfigur Mieke Meier. Das selbstbewusste Mädchen bestand Abenteuer und trotzte Autoritäten, diente den Kindern als Identifikationsfigur und war gleichzeitig ein Ausdruck für großes Selbstbewusstsein der Arbeiterkinder. Bis 1933 war sie in Büchern und Zeitschriften der Reichsarbeitsgemeinschaft der Kinderfreunde zu finden. Er illustrierte auch die von Andreas Gayk zusammengestellte Dokumentation „Die rote Kinderrepublik. Ein Buch von Arbeiterkindern für Arbeiterkinder.“

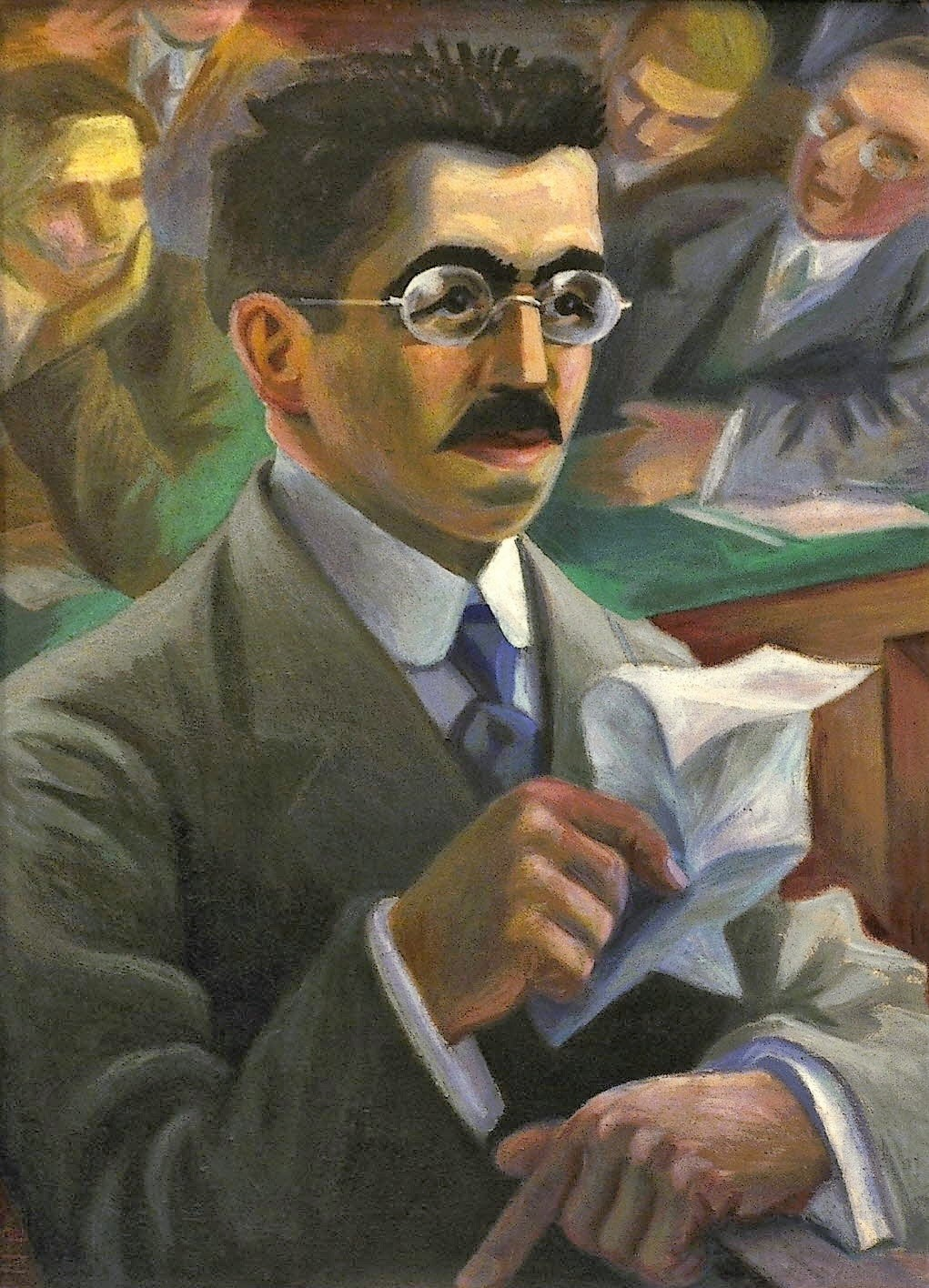
Brodersens Gemälde „Stadtverordnetenvorsteher Wilhelm Spiegel“

Nach dem Zweiten Weltkrieg war Brodersen beim Kieler Stadtplanungsamt tätig. Dort entwarf er von 1947 bis 1949 die Plakate für die Kieler Woche, da für eine Ausschreibung keine finanziellen Mittel zur Verfügung standen.
Seit 1953 erinnert ein Porträt Brodersens im Wandelgang vor dem Ratssaal im Kieler Rathaus an den von Nazis ermordeten Kieler Rechtsanwalt Wilhelm Spiegel.
Brodersens Ehefrau war die SPD-Politikerin Anna Brodersen (1903–1971).